# Contea di Bernalillo
La contea di Bernalillo (in inglese Bernalillo County) è una contea dello Stato del Nuovo Messico, negli Stati Uniti. La popolazione al censimento del 2000 era di 556 678 abitanti. Il capoluogo di contea è Albuquerque.

## Geografia
La contea si trova nel centro dello Stato, a ovest delle Sandia Mountains.
La contea ospita alcune aree nazionali protette, tra cui la foresta nazionale di Cibola, parte del Camino Real de Tierra Adentro e il Petroglyph National Monument.

### Contee confinanti
- Contea di Sandoval - nord
- Contea di Santa Fe - est
- Contea di Torrance - est
- Contea di Valencia - sud
- Contea di Cibola - ovest

## Storia
L'area rientrava nel Vicereame della Nuova Spagna con capoluogo Santa Fe. Gli Stati Uniti acquisirono il Nuovo Messico nel 1846 e crearono il Territorio del Nuovo Messico. Nel 1852 la contea diventò una delle contee originarie dello Stato.

## Comuni

### Cities
- Albuquerque (capoluogo)
- Rio Rancho

### Town
- Edgewood

### Villages
- Los Ranchos de Albuquerque
- Tijeras

### Census-designated places
- Barton
- Carnuel
- Cedar Crest
- Cedro
- Chilili
- Edith Enclave
- Isleta
- Kirtland AFB
- Manzano Springs
- North Valley
- Paa-Ko
- Pajarito Mesa
- Paradise Hills
- Ponderosa Pine
- San Antonito
- Sandia Heights
- Sandia Knolls
- Sandia Park
- Sedillo
- South Valley